# Andelnans
Andelnans je francouzská obec v departementu Territoire de Belfort, v regionu Franche-Comté v severovýchodní Francii. Ve městě se nachází malý hřbitov, památník války a historická radnice.